# Bad Boys II (ścieżka dźwiękowa)
Bad Boys II Soundtrack – soundtrack filmu Bad Boys II z 2003 roku, wydany 15 lipca 2003 roku przez Bad Boy i Universal. Album uplasował się na miejscu #1 listy Billboard 200, rozchodząc się w pierwszym tygodniu w liczbie 324 000 egzemplarzy. Stał się tym samym jednym z nielicznych soundtracków, którym udało się dotrzeć na szczyt notowania. 21 kwietnia 2003 roku płyta, rozchodząc się w ponad milionie kopii, pokryła się platyną, przyznaną przez Recording Industry Association of America.
Pierwszy singel, piosenka "La-La-La" wykonywana przez Jaya-Z jest remiksem jego innego utworu, "Excuse Me Miss", pochodzącego z albumu The Blueprint²: The Gift & the Curse. Drugi singel, utwór "Shake Ya Tailfeather" Nelly'ego, P. Diddy'ego i Murphy'ego Lee uplasował się na pierwszym miejscu listy Billboard Hot 100 oraz wygrał nagrodę Grammy.

## Lista utworów
| #  | Tytuł                         | Wykonawca                                        | Długość |
| -- | ----------------------------- | ------------------------------------------------ | ------- |
| 1  | "Intro"                       | Martin Lawrence, Will Smith                      | 0:12    |
| 2  | "Show Me Your Soul"           | P. Diddy, Lenny Kravitz, Pharrell Williams, Loon | 5:20    |
| 3  | "La-La-La"                    | Jay-Z                                            | 3:54    |
| 4  | "Shake Ya Tailfeather"        | Nelly, P. Diddy, Murphy Lee                      | 4:53    |
| 5  | "Girl I'm a Bad Boy"          | Fat Joe, P. Diddy, Cool & Dre                    | 3:22    |
| 6  | "Keep Giving Your Love to Me" | Beyoncé                                          | 3:08    |
| 7  | "Realest Niggas"              | The Notorious B.I.G., 50 Cent                    | 3:32    |
| 8  | "Flipside"                    | Freeway                                          | 3:55    |
| 9  | "Gangsta Shit"                | Snoop Dogg, Loon                                 | 4:31    |
| 10 | "Pretty Girl Bullshit"        | Mario Winans, Foxy Brown                         | 4:22    |
| 11 | "Model (interlude)"           | Martin Lawrence                                  | 0:04    |
| 12 | "Love Don't Love Me"          | Justin Timberlake                                | 4:21    |
| 13 | "Relax Your Mind"             | Loon                                             | 4:15    |
| 14 | "Didn't Mean"                 | Mary J. Blige                                    | 3:44    |
| 15 | "God Sent You (interlude)"    | Martin Lawrence, Will Smith                      | 0:15    |
| 16 | "Why"                         | Da Band                                          | 4:38    |
| 17 | "Show You (interlude)"        | Martin Lawrence, Will Smith                      | 0:06    |
| 18 | "Wanna Be G's"                | M.O.P., Sheritha Lynch                           | 4:38    |

## Pozycje na listach
| Lista (2003)             | Pozycja |
| ------------------------ | ------- |
| Canadian Albums Chart    | 1       |
| US Billboard 200         | 1       |
| New Zealand Albums Chart | 3       |
| Swiss Albums Chart       | 8       |
| Australian Albums Chart  | 14      |
| Austrian Albums Chart    | 26      |
| French Albums Chart      | 42      |
| German Albums Chart      | 46      |
| Dutch Albums Chart       | 82      |